# Garra hughi
Garra hughi är en fiskart som beskrevs av Silas, 1955. Garra hughi ingår i släktet Garra och familjen karpfiskar. IUCN kategoriserar arten globalt som starkt hotad. Inga underarter finns listade i Catalogue of Life.